# 안병하
안병하(安炳夏, 1928년 7월 23일~1988년 10월 10일)는 대한민국의 경찰 공무원이다. 제37대 전라남도지방경찰청장을 지냈다.
1980년 5·18 광주 민주화 운동 당시 광주 시민을 향한 발포 명령을 거부했다가 직위 해제당하고, 육군 보안사령부에서 고문을 받은 후유증으로 1988년 10월 10일 사망했다.
사후 2005년 11월에 서울 국립현충원으로 유해를 안장했으며, 2006년 국가유공자로 등록되었다. 2017년 11월에 치안감으로 추서되었다.

## 군인 및 경찰 경력
1949년 육군사관학교 임관(8기)하여 제6사단 포병대에서 근무하던 중, 6·25 전쟁이 발발하였다. 당시 안병하 중위는 위험한 정찰 임무를 수행하여 적의 정확한 위치를 알려 전투를 승리로 이끌었다.(춘천 전투) 이 공으로 1961년 화랑무공훈장을 받았다.
1962년 육군 중령 예편한 안병하는 같은 해 총경 특채로 경찰이 되어 부산 중부경찰서장, 서울 서대문경찰서장을 역임하고, 1968년에는 남파 간첩선을 타고 침투한 북한 무장공비를 소탕한 공로로 중앙정보부장 표창과 녹조근정훈장을 받았다. 1979년 2월 전라남도경찰국장이 되었다.
1980년 5·18 광주 민주화 운동 당시 안병하 전라남도경찰국장은 시위대에 발포하라는 전두환 신군부의 명령을 거부했다. 그리고 우발적인 사고를 우려해 경찰의 총기를 회수했으며, 시위대에 부상자 치료와 음식 등을 제공하였는데, 이로 인하여 직위 해제되었다. 보안사령부는 그를 연행하여 고문하였고, 안병하는 6월 2일 경찰에서 사직하였다.

## 수훈
다음을 수훈하였다.
- 1951년 화랑무공훈장
- 1968년 녹조근정훈장

## 같이 보기
- 국군기무사령부(보안사령부)
- 5·18 광주 민주화 운동